# Свети Павел (Агиос Павлос, 1972)
Вижте пояснителната страница за други значения на Свети Павел.
„Свети Павел“ (на гръцки: Αγίου Παύλου) е православна църква в македонския град Солун, Гърция, част от Солунската епархия на Вселенската патриаршия, под управлението на Църквата на Гърция.

## История
Храмът е разположен в квартала Кастра, в южния края на едноименната махала Агиос Павлос, до Пашини градини, под булевар „Охи“. Основният камък на храма е поставен в 1919 година по инициатива на Солунското благотворително мъжко общество и църквата е завършена в 1922 година по проект на видния архитект Ксенофон Пеонидис. Съвременната църква е от 1972 година и има площ от 4300 m2. В двора на църквата има аязмо с малка пещера, където според преданията се криел преследваният от солунчани Апостол Павел.
В 1988 година общината смята да разруши църквата, но след намесата на министъра на Северна Гърция Стельос Папатемелис тя е запазена. Храмът е център на енорията до 1992 година. В тази година започва да се изгражда нов енорийски храм, на около 100 m южно. В 2013 година старият храм и околностите му и зелената зона пред него са обновени. Църквата е изписана наново, а в олтара са направени важни интервенции.